# وكيل النيابة
وكيل النيابة وفق النظام القانوني هو من يملك الصفة القانونية في التحقيق والتصرف والإدعاء في القضايا الجزائية بأنواعها (الجنايات - الجنح - المخالفات) بصفته وكيلا عن النائب العام أو المدعي العام ويكون ممثلا عن الحق العام .

## المنصب
وهو أول عضو في السلطة القضائية يتعامل مع الجمهور مباشرة. إذ يمارس عمله في التحقيق بالواقعة ليسبق عليها التكييف القانوني المناسب قبل أن يتصرف بالقضية بإرسالها إلى رئيس النيابة، سواء بتقرير إتهام وقائمة بأدلة الإثبات تمهيدًا لإحالة المتهم فيها إلى المحكمة، أو بمذكرة حفظ لمجهولية الفاعل أو لعدم كفاية الدليل أو باستبعاد شبهة الجريمة أو لعدم الأهمية.

## عمله
يحصل خلط لدى العامة بين طبيعة عمل وكيل النيابة وضابط المباحث أو ضابط التحري، ففي حين أن رجل المباحث هو شرطي يتصف بصفة الضبطية القضائية أو الضابطة العدلية والذي يقوم بأعمال التحريات في الواقعة للتوصل إلى مرتكبها أو للبحث عن الأدلة التي تثبت إدانة المتهم وتنفيذ أوامر النيابة العامة في ضبط وإحضار المتهمين وطلب الشهود وإجراء التفتيش، فإن عمل وكيل النيابة عمل قانوني محض قائم على التحقيق في الواقعة لإسباغ التكييف القانوني الصحيح فيها من واقع مواد قانون العقوبات والقوانين الأخرى المرتبطة به من ناحية، وإسناد الواقعة على المتهم - إن وجد - من واقع ما يتوافر من أدلة سواء قولية من مسائل الواقع (أقوال شهود - تحريات مباحث) أو فنية (تقرير الأدلة الجنائية - تقرير الطب الشرعي) من ناحية أخرى قبل إحالته إلى المحكمة.